# Indy Racing League 2002
Die Indy Racing League 2002 war die siebte Saison der US-amerikanischen Indy Racing League und die 81. Meisterschaftssaison im US-amerikanischen Formelsport. Sie begann am 2. März 2002 in Homestead und endete am 15. September 2002 in Fort Worth. Sam Hornish Jr. verteidigte seinen Titel. Mit dem Team Penske ist das erste Topteam aus der CART-Serie samt Fahrer zur IRL gewechselt. Chip Ganassi Racing fuhr zusätzlich zum CART-Team mit einem Wagen in der IRL.

## Rennergebnisse
| Nr. | Datum         | Veranstaltung (Strecke)                   | Distanz (Meilen) | Sieger             | Team                   | Pole-Position     |
| --- | ------------- | ----------------------------------------- | ---------------- | ------------------ | ---------------------- | ----------------- |
| 1   | 2. März       | Grand Prix of Miami (Homestead)           | 300              | Sam Hornish junior | Panther Racing         | Sam Hornish Jr.   |
| 2   | 17. März      | Bombardier ATV 200 (Phoenix)              | 200              | Hélio Castroneves  | Penske Racing          | Helio Castroneves |
| 3   | 24. März      | Yamaha Indy 400 (Fontana)                 | 400              | Sam Hornish Jr.    | Panther Racing         | Eddie Cheever     |
| 4   | 21. April     | Firestone Indy 225 (Nazareth)             | 210,375          | Scott Sharp        | Kelley Racing          | Gil de Ferran     |
| 5   | 26. Mai       | Indianapolis 500-Mile Race (Indianapolis) | 500              | Helio Castroneves  | Penske Racing          | Bruno Junqueira   |
| 6   | 8. Juni       | Boomtown 500 (Fort Worth)                 | 291              | Jeff Ward          | Chip Ganassi Racing    | Tomas Scheckter   |
| 7   | 16. Juni      | Radisson Indy 225 (Pikes Peak)            | 225              | Gil de Ferran      | Penske Racing          | Gil de Ferran     |
| 8   | 29. Juni      | SunTrust Indy Challenge (Richmond)        | 187,5            | Sam Hornish Jr.    | Panther Racing         | Gil de Ferran     |
| 9   | 7. Juli       | Ameristar Casino Indy 200 (Kansas City)   | 304              | Airton Daré        | A. J. Foyt Enterprises | Tomas Scheckter   |
| 10  | 20. Juli      | Firestone Indy 200 (Nashville)            | 260              | Alex Barron        | Blair Racing           | Billy Boat        |
| 11  | 28. Juli      | Michigan Indy 400 (Michigan)              | 400              | Tomas Scheckter    | Team Cheever           | Tomas Scheckter   |
| 12  | 11. August    | Belterra Casino Indy 300 (Kentucky)       | 296              | Felipe Giaffone    | Mo Nunn Racing         | Sarah Fisher      |
| 13  | 25. August    | Gateway Indy 250 (Madison)                | 250              | Gil de Ferran      | Penske Racing          | Gil de Ferran     |
| 14  | 8. September  | Delphi Indy 300 (Joliet)                  | 304              | Sam Hornish Jr.    | Panther Racing         | Sam Hornish Jr.   |
| 15  | 15. September | Chevy 500 (Fort Worth)                    | 291              | Sam Hornish Jr.    | Panther Racing         | Vítor Meira       |

## Endstand

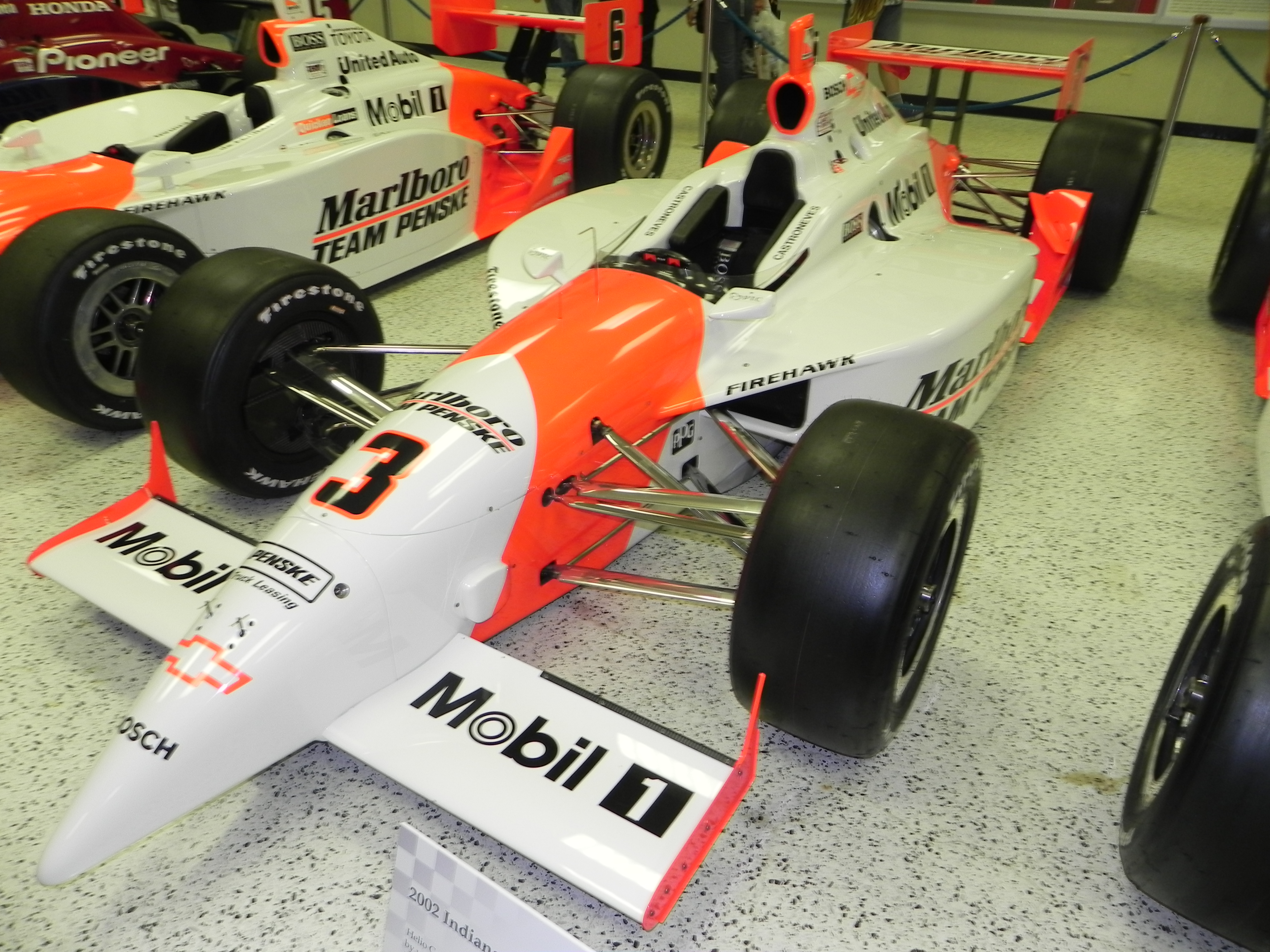
Der Indy-500-Siegerwagen von Castroneves. Er gewann das Rennen zum zweiten Mal in Folge.

### Fahrer
| Pl. | Fahrer             | Punkte |
| --- | ------------------ | ------ |
| 1.  | Sam Hornish junior | 531    |
| 2.  | Hélio Castroneves  | 511    |
| 3.  | Gil de Ferran      | 443    |
| 4.  | Felipe Giaffone    | 432    |
| 5.  | Alex Barron        | 366    |
| 6.  | Scott Sharp        | 332    |
| 7.  | Al Unser jr.       | 311    |
| 8.  | Buddy Lazier       | 305    |
| 9.  | Airton Daré        | 304    |
| 10. | Eddie Cheever      | 280    |
| 11. | Jeff Ward          | 268    |
| 12. | Laurent Rédon      | 229    |
| 13. | Billy Boat         | 225    |
| 14. | Tomas Scheckter    | 210    |
| 15. | Richie Hearn       | 204    |
| 16. | George Mack        | 184    |
| 17. | Robbie Buhl        | 177    |

| Pl. | Fahrer           | Punkte |
| --- | ---------------- | ------ |
| 18. | Sarah Fisher     | 161    |
| 19. | Raul Boesel      | 158    |
| 20. | Eliseo Salazar   | 157    |
| 21. | Robby McGehee    | 142    |
| 22. | Buddy Rice       | 140    |
| 23. | Greg Ray         | 128    |
| 24. | Tony Renna       | 121    |
| 25. | Vítor Meira      | 96     |
| 26. | Jaques Lazier    | 90     |
| 27. | Shigeaki Hattori | 78     |
| 28. | Rick Treadway    | 76     |
| 29. | Mark Dismore     | 73     |
| 30. | Anthony Lazzaro  | 70     |
|     | Jon Herb         | 70     |
| 32. | Hideki Noda      | 54     |
| 33. | John de Vries    | 53     |
| 34. | Paul Tracy       | 40     |

| Pl. | Fahrer             | Punkte |
| --- | ------------------ | ------ |
| 35. | Will Langhorne     | 36     |
| 36. | Dan Wheldon        | 35     |
| 37. | Arie Luyendyk      | 30     |
| 38. | Michael Andretti   | 26     |
| 39. | Robby Gordon       | 24     |
| 40. | Jimmy Vasser       | 23     |
|     | Tyce Carlson       | 23     |
| 42. | Kenny Bräck        | 19     |
| 43. | Massimiliano Papis | 16     |
| 44. | Dario Franchitti   | 11     |
| 45. | Billy Roe          | 9      |
|     | Memo Gidley        | 9      |
|     | Scott Harrington   | 9      |
| 48. | Cory Kruseman      | 4      |
| 49. | Jeret Shroeder     | 3      |
| 50. | Tony Kanaan        | 2      |
| 51. | Bruno Junqueira    | 1      |